# Udhagamandalam

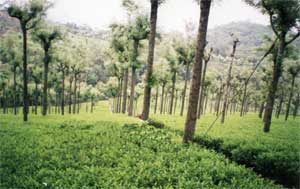
Plantación de té en Ooty.

Udhagamandalam (Tamil: உதகமண்டலம், Utakamaṇṭalam, a veces abreviado como Udhagai), anteriormente anglicanizado como Ootacamund (abreviado Ooty), es una estación de montaña muy popular ubicada en las "colinas Nilgiri" del estado de Tamil Nadu, en el sur de India. 
El origen de la palabra Ootacamund no está claro, pero la palabra "mund" es la denominación Badaga para una población Toda, y probablemente es la corrupción del nombre Badaga de la región central de la meseta Nilgiri. Otro origen probable de la raíz del nombre ("Ootaca") procede de la lengua local Tamil donde "Otta-Cal" significa literalmente "La única piedra". Esto es quizá una referencia a una piedra sagrada reverenciada por toda la población local. Udhagamandalam es el nombre oficial Tamil más reciente de la ciudad. Ooty se asienta a una altura aproximada de 7,440 piés (2,268 metros) sobre el nivel del mar.

## Demografía
Según el censo de 2011 la población de Udhagamandalam era de 88430 habitantes, de los cuales 43082 eran hombres y 45348  eran mujeres. Udhagamandalam tiene una tasa media de alfabetización del 90,07%, superior a la media estatal del 80,09%: la alfabetización masculina es del 94,53%, y la alfabetización femenina del 85,86%.

## Historia
Ooty se encuentra en lo profundo de las colinas Nilagiri (que puede ser traducido literalmente como Las Montañas Azules). Se desconoce si este nombre surge de la nube de humo azul emitida por los eucaliptos que cubren la zona o de la flor kurunji, que florece cada doce años dando las pistas de un tinte azulado. [5] Nilgiris, en general, fue gobernada por Ganga reyes y más tarde por los reyes de Hoysala, particularmente Vishnuvardhana que capturó Wynad y Nilgiri zona durante el siglo XI. [8] Tippu Sultán fue el primero en extender su frontera mediante la construcción de una cueva escondite como la estructura. [9]
Originalmente era una tierra tribal y fue ocupada por los todas, junto con otras tribus que convivían través de la especialización y el comercio. Las principales tribus de la zona Nilagiri son personas Toda, Kotas, Badagas y Alu Kurumbas, [10] que se establecieron en y alrededor de Ooty. La primera referencia de Todas en Nilgiri se encuentra en un registro de fecha 1117 AD [8] la gente en Toda son conocidos por aumentar los búfalos de agua y la gente Badaga para sus actividades agrícolas. [9] Frederick Price en su libro Ootacamund, Una historia indica que la zona llamado "Viejo Ooty 'fue ocupada originalmente por los todas. El Todas luego entregado esa parte de la ciudad para John Sullivan, el entonces Gobernador de Coimbatore. Sullivan desarrolló más adelante la ciudad y alentó el establecimiento de árboles de té, chinchona y teca. Como muchos de los colonos, Sullivan estaba muy impresionado por la forma en que las tribus cooperaron, y trató de mantener este equilibrio. Más tarde se hizo campaña incansablemente para garantizar los derechos de tierras y el reconocimiento cultural de estas tribus y era económicamente y socialmente castigado por esto por el Gobierno británico. [9]
Ooty, India (ca 2011)
El territorio Nilgiri entró en posesión de East India Company como parte de las tierras cedidas, en poder de Tipu Sultan, por el tratado de Srirangapatnam en 1799. Rev. Jácome Forico, un sacerdote, fue el primer europeo que visitó Nilgiris en 1603 y lanzó su notas sobre el lugar y la gente de Nilgiris. En 1812 topógrafo Guillermo Keys y Macmohan visitó la parte superior de la meseta. En 1818, Wish y Kindersley, Asistente y Segundo Asistente del colector de Coimbatore visitaron este lugar y presentaron su informe de experiencia para el Colector de Coimbatore John Sullivan. John Sullivan con su partido procedió a Nilgiri Mountain y acamparon en Dimbhatti, justo al norte de Kotagiri en enero de 1819 y fue cautivado por la belleza del lugar. Le escribió a Thomas Munro - "... se parece a Suiza, más que cualquier país de Europa ... las colinas boscosas y maravillosamente finas fuerte la primavera con agua corriente en cada valle" [11] de nuevo en mayo de 1819, Sullivan llegaron a la Cerro de Ooty y comenzó la construcción de su bungalow del Dimbhatti (cerca de Kotagiri), la primera vivienda Europeo sobre las colinas. John Sullivan puso la ruta desde Sirumugai (casi Mattupalayam) para Dimbhatti en 1819 y la obra se completó en mayo de 1823. La ruta hasta Coonoor fue colocada en 1830 hasta 32. [5] Ooty sirvió como la capital de verano de la Presidencia de Madrás y otros pequeños reinos, muy visitadas por los británicos durante la época colonial, y como en la actualidad, un popular destino turístico de verano y fin de semana. Los soldados también fueron enviados aquí y al cercano Wellington (la casa de la Madras Regimiento hasta hoy) para recuperarse. Su impresionante belleza y espléndidos valles profundos verdes inspiraron a los británicos para nombrarla Reina de estaciones de montaña. [9]
De mayo a octubre de cada año durante la temporada de calor, el Gobierno de Madrás y sus funcionarios, el Gobernador, y su familia, fue a la Casa de Gobierno, en las colinas de Nilgiri. Un gobernador, Sir Arthur Lawley (1906-1911), era un jinete consumado, una cualidad admirada por los príncipes indios de la Presidencia de Madrás. Le gustaba la caza con los perros Ooty y fue frecuentemente acompañado por amigos cercanos como el maharajá de Mysore. "La caza, que había sido la pasión de su juventud en Inglaterra, probablemente le atraía más que cualquier otra forma de recreación, y él era un buen tiro con un rifle y trajo a casa muchos de los trofeos - tigre, la pantera y el bisonte - para que las selvas de la India del sur son de gran prestigio ". [12] El Gobernador Residencia, Casa de Gobierno, fue el foco de la actividad y había una espléndida casa club con una multa de campo de golf, polo, natación y tenis. Snooker se dice que se originó en las mesas de billar del Club Ootacamund, inventadas por un oficial del ejército - Sir Neville Francis Fitzgerald Chamberlain. También hubo un campo de cricket con los partidos disputados entre los equipos regulares del Ejército, el Servicio Civil de la India y el sector empresarial. Equipos visitantes que vienen de diversas partes de la India, así como de la isla de Ceilán. Había equitación y perreras en Ooty y la Ootacamund perros perseguidos a través de la campiña de los alrededores y los pastizales abiertos del Wenlock Downs, llamado así por el hermano de Sir Arthur Lawley Beilby Lawley, 3ro barón Wenlock. Había punto a punto Razas y Gymkhanas, y montar a caballo era un pasatiempo muy popular. Los maharajás, la fraternidad de negocios y de los altos funcionarios públicos tenían casas de verano en Ooty. Había iglesias como San Esteban y San Thomas y posadas tradicionales. Fue en muchos sentidos, una recreación de la vieja Inglaterra. Cuando el gobernador se encontraba en la residencia de la Unión Jack voló sobre la Casa de Gobierno y un saludo de seis arma anunciaría su llegada y salida. La neblina azul brumoso del Nilgiri, y las lluvias de las montañas fragantes fuera un cambio bienvenido desde el calor sofocante de Madras. [13] [14]
Ooty se alcanza a través de sinuosas carreteras de montaña o un sistema de cremallera complicado, conocido como el Ferrocarril Nilgiri montaña, construido en 1908 por los ciudadanos británicos apasionados y emprendedores con capital de riesgo por parte del gobierno de Madras. [15] En 1882, un ingeniero suizo llamado Arthur Riggenbach llegó a las colinas de Nilgiri en una invitación del Gobierno de la India y que presentó estimaciones detalladas para una línea que cuesta 132.000 £. Una empresa local llamado "El Nilgiri Rigi Railway Co. Ltd." se formó, y el Gobierno ofreció tierras gratis. Esta compañía insistió en una rentabilidad garantizada del 4%, lo que no era aceptable, y el ferrocarril propuesto, una vez más, tuvo que ser dejado de lado. En 1885, otro Nilgiri Railway Company fue formado y, en 1886, la planificación del trabajo iniciado, usando el sistema Abt con dos rieles dentados adyacentes en el centro de la vía de ancho un metro. El trabajo en la línea comenzó en agosto de 1891, cuando el hermano de Sir Arthur Lawley, Beilby Lawley, 3ro barón Wenlock, el entonces gobernador de Madras, se volvió el primer césped para iniciar la construcción. Se abrió la sección de Mettupalayam-Coonoor de la pista para el tráfico el 15 de junio de 1899. En enero de 1903, el Gobierno de la India compró la línea, y se hizo cargo de la construcción de la nueva extensión de Coonoor a Ooty. El Nilgiri Mountain Railway fue operado por la antigua Compañía Madras Ferrocarril hasta el 31 de diciembre 1907 en el nombre del Gobierno. En enero de 1908, la línea de ferrocarril fue entregado a South Indian Railways. Continuó la construcción. La línea de Coonoor en Fernhill se completó el 15 de septiembre de 1908, y llegó a Ooty, un mes más tarde. El 15 de octubre, Sir Arthur Lawley, gobernador de Madras, ofició la ceremonia de inauguración del nuevo ferrocarril a Ootacamund. [16] [17] [18]

## Turismo
- Government Botanical Gardens, Udagamandalam

## Instituciones Educativas

### Colegios
- Hebron School, Ooty
- Breeks All India Hr. Sec. School
- Breeks Memorial School
- Laidlaw Memorial School, Ketti
- The Lawrence School, Lovedale, Ooty unofficial site
- Kendriya Vidyalaya, Indunagar, Ooty
- Good Shepherd International School
- St. Hilda's School
- Nazareth Convent School
- Rex Higher Secondary School
- Woodside School
- Kingsbury Montessori School
- St Joseph's Higher Secondary School, Ooty
- Blue Mountains School, Ootacamund
- JSS Public School
- Infant Jesus school, Kandal Cross, Ooty
- Nilgiris Matriculation School

### Enseñanza superior
- CSI College of Engineering
- Government Arts College
- Emerald Heights College
- Monarch International College of Hotel Management
- JSS College of Pharmacy
- Swiss MeritInn College of Hotel Management
- Merit International Institute of Tech.
- Tribal research CentreTamil University